# Toyohira-ku (Sapporo)
Toyohira-ku (jap. 豊平区) ist einer von zehn Stadtbezirken (ku) von Sapporo, der Hauptstadt der japanischen Präfektur Hokkaidō. Er ist 46,23 km² groß und liegt südöstlich des Stadtzentrums. Im Westen grenzt er an Minami-ku, im Nordwesten an Chūō-ku, im Norden an Shiroishi-ku und im Osten an Kiyota-ku.

## Geographie
Der Name Toyohira stammt aus der Ainu-Sprache und bedeutet „zerbröckelte Felswand“. Die südliche Hälfte des Bezirks ist von bewaldeten Hügeln geprägt, der höchste ist der Yaki-yama (262 m). Der Fluss Toyohira bildet die nordwestliche Bezirksgrenze. Bedeutende Zuflüsse sind Atsubetsu, Motsukisamu, Shōjin, Tsukisamu und Urauchinai.

## Geschichte
Die Erschließung der Gegend begann 1857 mit dem Bau einer Straße in Richtung Chitose. Im selben Jahr ließ sich Tetsuichi Shimura, der als „Gründer von Sapporo“ gilt, in der Gegend nieder. Weitere Siedler folgten in den 1870er Jahren; sie stammten überwiegend aus der Präfektur Iwate. 1875 baute der amerikanische Ingenieur N. W. Holt die erste Brücke über den Toyohira. Die Dörfer (mura) Hiragishi, Toyohira und Tsukisamu fusionierten am 1. April 1902 zur Gemeinde Toyohira, die zum Kreis (gun) Sapporo gehörte. 1908 erhielt die Gemeinde den Status einer kreisangehörigen Stadt (machi).
Ab 1913 verband ein Pferdeomnibus die Städte Sapporo und Toyohira, ab 1924 eine Straßenbahnlinie. Ab 1918 durchquerte auch die Jōzankei-Bahnlinie das Stadtgebiet. Lange Zeit war Toyohira vor allem für seine Apfelplantagen bekannt. Diese verschwanden jedoch aufgrund der zunehmenden Urbanisierung nach und nach. So zählte man 1920 bereits 11.430 Einwohner. Am 1. Mai 1961 fusionierte Toyohira mit Sapporo. Die Jōzankei-Bahnlinie wurde 1969 stillgelegt, die Straßenbahn zwei Jahre später. Ebenfalls 1971 erfolgte die Eröffnung der U-Bahn. Ab 1. April 1972 bildete der urbane Teil des früheren Stadtgebiets den Bezirk Toyohira-ku, während der eher ländlich geprägte Teil im Westen nun zum Bezirk Minami-ku gehörte.
Aufgrund des anhaltenden starken Wachstums von Toyohira wurde der Stadtbezirk per Regierungsbeschluss geteilt. So entstand am 4. November 1997 aus der östlichen Hälfte der neue Bezirk Kiyoto-ku. 2001 erfolgte die Eröffnung des Sapporo Dome, das als Wahrzeichen von Sapporo gilt. Dort fanden unter anderem drei Gruppenspiele der Fußball-Weltmeisterschaft 2002 statt; seit 2004 ist er das Heimstadion des Baseballteams Hokkaidō Nippon Ham Fighters.

## Verkehr
Hauptverkehrsachse von Toyohira-ku ist die Nationalstraße 36, die den Bezirk von Nordwesten nach Südosten durchquert. Südwärts in Richtung Shikotsu-See verläuft die Nationalstraße 453.
Toyohira-ku wird durch zwei Linien der U-Bahn Sapporo erschlossen: Einerseits die 1971 eröffnete Namboku-Linie mit den Bahnhöfen Nakanoshima, Hiragashi und Minami-Hiragashi, andererseits die seit 1994 bestehende Tōhō-Linie mit den Bahnhöfen Gakuen-mae, Toyohira-kōen, Misono, Tsukisamu-chūō und Fukuzumi. Hinzu kommen mehrere Buslinien privater Unternehmen.

## Sehenswürdigkeiten
- Hitsujigaoka (Aussichtspunkt)
- Hokkaidōritsu Sōgō Taiiku Center
- Nishioka-Park
- Sapporo Dome
- Sapporo Tenjinyama Art Studio
- Toyohira-Park
- Tsukisamu-Gymnasium
- Tsukisamu-Park

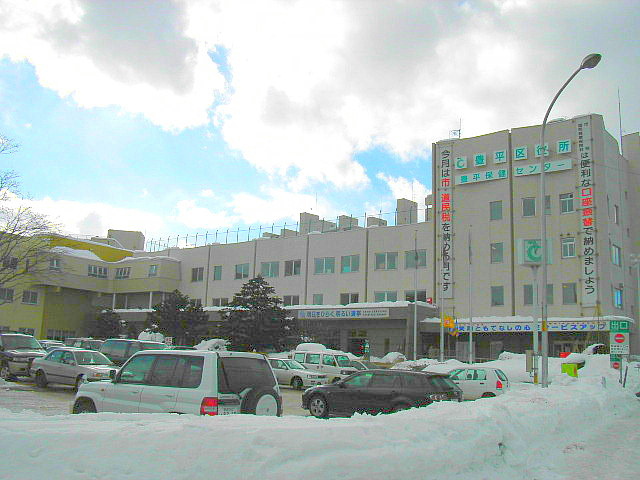
Rathaus von Toyohira-ku
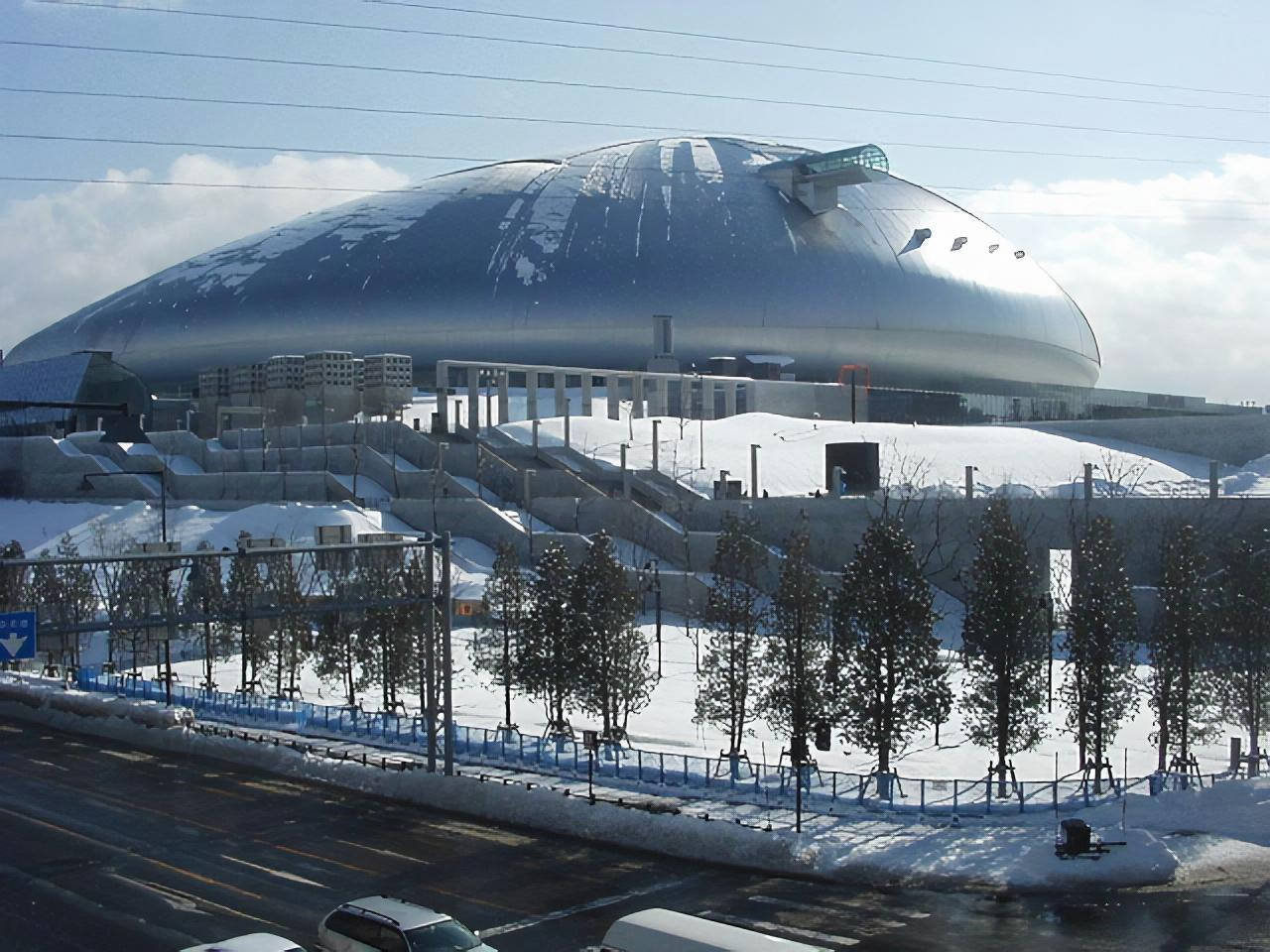
Sapporo Dome
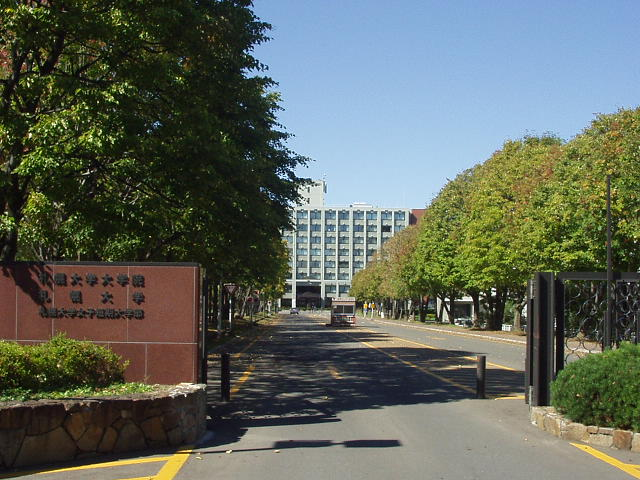
Universität Sapporo
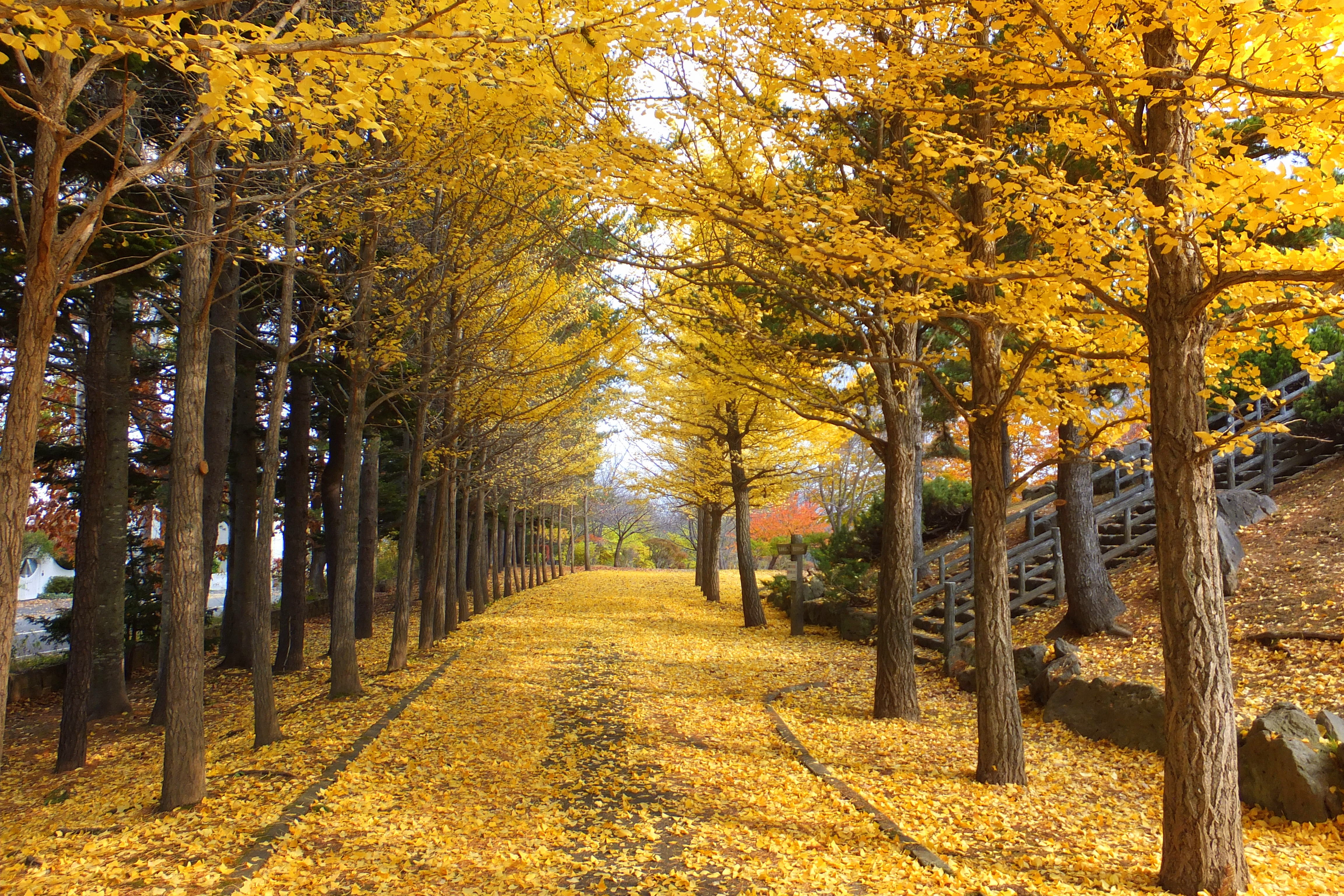
Nishioka-Park
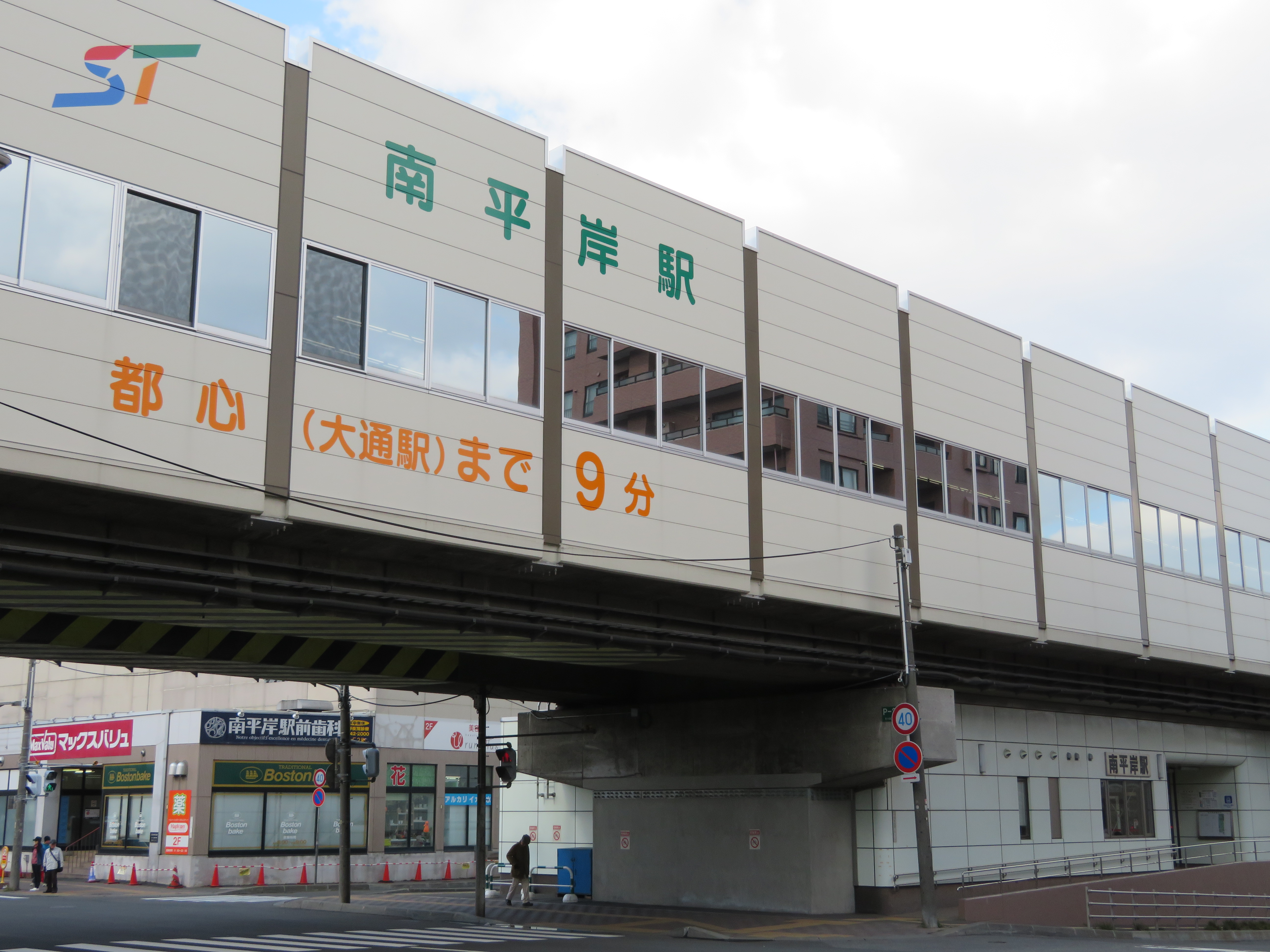
U-Bahnhof Minami-Hiragishi

## Bildung
- Hokkai-Gakuen-Universität
- Universität Sapporo
- Internationale Schule Hokkaidō